# Hienghène Sport
El Hienghène Sport es un club de fútbol de la ciudad de Hienghène en Nueva Caledonia, Francia. Actualmente se desempeña en la Superliga de Nueva Caledonia.
A pesar de haber estado varios años consecutivos en Segunda División, actualmente juega en la Superliga de Nueva Caledonia, máxima categoría de la colectividad francesa.
Entre sus éxitos más destacables a nivel local, se encuentran 3 Superligas de Nueva Caledonia, conseguidas en 2017, 2019 y 2021; y 6 Copas de Nueva Caledonia. Es el único equipo de su país que logró ganar la Liga de Campeones de la OFC en la edición de 2019 y junto al Hekari United de Papúa Nueva Guinea, los únicos que lo lograron fuera de las principales potencias oceánicas; Nueva Zelanda y Australia.

## Historia
En 2019, consiguió el trofeo más importante de su historia, la Liga de Campeones de la OFC, siendo también el mayor logro en la historia de Nueva Caledonia, al ser el primer equipo del país en ganar un torneo internacional. En aquella final derrotó por 1-0 al también neocaledonio AS Magenta.
Gracias a su victoria, se clasificó a la Copa Mundial de Clubes disputada en Catar, enfrentándose en la primera ronda al local Al-Sadd. Ahí perdería por 3-1 en la prórroga, tras un igualado 1-1 en los 90 minutos.

## Participación internacional
| Torneo                           | Posición       | PJ | PG | PE | PP | GF | GC | Dif. | Puntos |
| -------------------------------- | -------------- | -- | -- | -- | -- | -- | -- | ---- | ------ |
| Liga de Campeones de la OFC 2017 | Fase de grupos | 3  | 1  | 1  | 1  | 5  | 5  | 0    | 4      |
| Liga de Campeones de la OFC 2019 | Campeón        | 6  | 5  | 1  | 0  | 12 | 2  | +10  | 16     |
| Copa Mundial de Clubes 2019      | Primera Ronda  | 1  | 0  | 0  | 1  | 1  | 3  | -2   | 0      |
| -                                | 1 título       | 10 | 6  | 2  | 2  | 18 | 10 | +8   | 20     |

## Palmarés

#### Torneos Nacionales (9)
- Superliga de Nueva Caledonia (3): 2017, 2019, 2021
- Copa de Nueva Caledonia (6): 2013, 2015, 2019, 2020, 2022, 2023

#### Torneos internacionales (1)
- Liga de Campeones de la OFC (1): 2019